# Гёрсбах
Гёрсбах (нем. Görsbach) — община в Германии, в земле Тюрингия. 
Входит в состав района Нордхаузен. Подчиняется управлению Гольдене Ауэ (Тюринген).  Население составляет 1091 человек (на 31 декабря 2010 года). Занимает площадь 9,05 км².